# Limenitis rothschildi
Limenitis rothschildi är en fjärilsart som beskrevs av Hans Fruhstorfer 1915. Limenitis rothschildi ingår i släktet Limenitis och familjen praktfjärilar. Inga underarter finns listade i Catalogue of Life.